# Grzegorz Lato

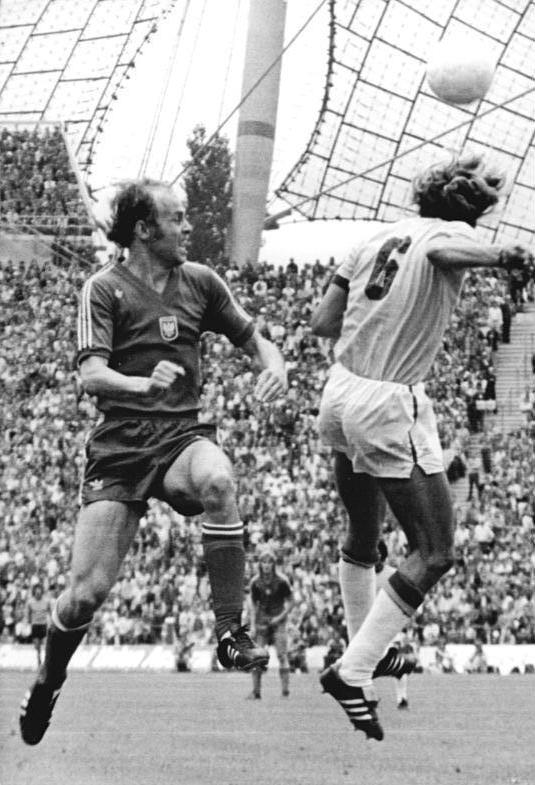
Grzegorz Lato (links) im Kopfball-Duell mit Francisco Marinho (Brasilien-rechts)

Grzegorz Bolesław Lato (* 8. April 1950 in Malbork, Polen) ist ein ehemaliger polnischer Fußballspieler. Der Stürmer wurde bei den Olympischen Spielen 1972 mit der polnischen Nationalmannschaft Olympiasieger und bei der Weltmeisterschaft 1974 mit sieben Turniertoren Torschützenkönig.

## Karriere
Lato war in den 1970er Jahren einer der besten Stürmer Europas. Er spielte in dem kleinen südpolnischen Verein FKS Stal Mielec und wechselte erst zum Ende seiner Karriere Anfang der 1980er Jahre nach Belgien zum SC Lokeren. Seine größten Erfolge hatte er mit der polnischen Nationalmannschaft. Mit 45 Toren ist er hinter Robert Lewandowski und Włodzimierz Lubański der drittbeste Torschütze der polnischen Nationalmannschaft. Sein letztes und 100. Länderspiel für Polen bestritt er 1984.
1972 gewann er bei den Olympischen Spielen in München die Goldmedaille mit der Nationalmannschaft unter Trainerlegende Kazimierz Górski. Dies war zugleich der erste große Erfolg einer polnischen Nationalmannschaft und Auftakt zur goldenen Ära der 1970er Jahre. Bei der Fußball-Weltmeisterschaft 1974 in Deutschland wurde er Dritter und war auch an der Wasserschlacht von Frankfurt beteiligt. Polen gewann das Spiel um den dritten Platz gegen Brasilien mit 1:0 und Lato erzielte das goldene Tor. Gleichzeitig wurde er bei dieser Weltmeisterschaft mit sieben Toren Torschützenkönig.
Lato nahm auch an der Fußball-Weltmeisterschaft 1978 in Argentinien teil. Seine Mannschaft schied jedoch in der zweiten Finalrunde aus, doch bei der Fußball-Weltmeisterschaft 1982 in Spanien konnte er den Erfolg von 1974 wiederholen. Polen wurde erneut Dritter im kleinen Finale gegen Frankreich. Insgesamt absolvierte er 20 WM-Spiele. 
Der klein gewachsene Stürmer Lato mit schütterem Haar war eine der schillernden Persönlichkeiten der großen polnischen Mannschaft der 1970er Jahre – neben Kazimierz Deyna und Andrzej Szarmach. Die größten Erfolge des polnischen Fußballs stehen unmittelbar mit ihm in Zusammenhang. Obwohl Lato von kräftiger Statur war, glänzte er als blitzschneller rechter Flügelspieler. Für die 100 Meter brauchte er handgestoppte 10,8 Sekunden.
Seit 1992 trainierte Lato mehrere polnische Vereine. Neben seinem Heimatverein FKS Stal Mielec unter anderem auch TS Olimpia Poznań, KS Amica Wronki und KS Widzew Łódź.
Von 2001 bis 2005 saß Lato für die sozialdemokratische Partei SLD im polnischen Senat. 2007 kandidierte er bei den Parlamentswahlen für einen Abgeordnetensitz im Sejm, erhielt aber nicht genügend Stimmen.
Am 30. Oktober 2008 wurde er zum Präsidenten des polnischen Fußballverbandes PZPN gewählt. Ende September 2012 verzichtete Lato auf eine Wiederwahl, da er nicht die geforderten Stimmen zur Unterstützung vorlegen konnte und schied am 26. Oktober 2012 aus dem Amt aus.

## Erfolge
- Olympische Goldmedaille (1972)
- Olympische Silbermedaille (1976)
- WM-Dritter (1974, 1982)
- WM-Torschützenkönig (1974)
- Polnischer Meister (1973, 1976)
- Polnischer Torschützenkönig (1973, 1975)
- Polens Fußballer des Jahres (1974, 1977, 1981)
- CONCACAF Champions Cup (1983)